# Вікторія Бельмач
Вікторія Бельмач (біл. Вікторыя Бельмач; нар. 9 липня 2001, Барановичі, Берестейська область, Білорусь) — білоруська футболістка, захисниця. Виступала за жіночу молодіжну збірну Білорусі (WU-19).

## Клубна кар'єра
Розпочала грати у футбол з хлопцями у дворі. У сьомому класі на урок фізкультури прийшов тренер з футболу, який набрав дівчат, завдяки чому вона була прийнята й почала тренуватися в ДЮСШ № 5 міста Барановичі. З восьмого класу виступала за мінський РДУОР. У 2019 році виступала за молодіжний склад «Мінська». А у 2020 році почала залучатися до основного складу «Мінська». У Вищій лізі Білорусі дебютувала 10 травня 2020 року в переможному (8:0) виїзному поєдинку 2-го туру проти БОТСОР. Вікторія вийшла на поле на 78-й хвилині замість Альвін Нджолле. У сезоні 2021 року виступала за гродненський «Німан». Єдиним голом у вищому дивізіоні білоруського футболу відзначилася 3 жовтня 2021 року на 34-й хвилині переможного (6:3) домашнього поєдинку 23-го туру проти молодіжної жіночої збірної Білорусі (WU-19). Бельмач вийшла на поле в стартовому складі та відіграла увесь матч. У 2022 році підписала контракт з могильовським «Дніпром».

## Кар'єра в збірній
Викликалася до дівочої збірної Білорусі (WU-17), але на поле в офіційних матчах не виходив.
У футболці жіночої молодіжної збірної Білорусі (WU-19) дебютувала 6 жовтня 2018 року в програному (0:4) виїзному поєдинку 2-го туру групи 10 кваліфікації молодіжного жіночого чемпіонату Європи проти нідерландської «молодіжки». Вікторія вийшла на поле в стартовому складі та відіграв увесь матч. З 2018 по 2019 рік провів 3 поєдинки за молодіжну жіночу збірну Білорусі (WU-19).